# Oxypetalum boudetii
Oxypetalum boudetii är en oleanderväxtart som beskrevs av Fontella och Goes. Oxypetalum boudetii ingår i släktet Oxypetalum och familjen oleanderväxter. Inga underarter finns listade i Catalogue of Life.